# Joseph Janin
Pour les articles homonymes, voir Janin.
Joseph Janin, est un maître verrier, est né le 13 février 1851 à Woippy (Moselle) et mort le 24 octobre 1910 à Raon-l'Étape (Vosges).

## Biographie
Né à Woippy, Joseph est le fils d'un tailleur de pierre à Metz. Il suivra sa formation de maître verrier dans l'atelier du célèbre Laurent Charles Maréchal de 1865 à 1870. Lors de la Guerre franco-prussienne de 1870 Joseph fuit par la Belgique et s'engage dans l'armée de Faidherbe. Après la guerre, il rentre à Woippy et s'y marie en 1882. Son fils, Georges, naît le 24 janvier 1884 puis la famille Janin déménage à Nancy. Dès 1905, son fils suit une formation auprès de l'École des beaux-arts de Nancy et de son père. Une santé fragile lui imposent de fréquents séjours dans les Vosges, puis il s'établit à Raon-l'Étape jusqu'à sa mort en 1910.
Georges Janin et Joseph Benoît (1871-1939) sont les continuateurs lointains de François-Joseph Höner qui fonda en 1847 la maison Höner. Joseph Janin a racheté l'atelier de Victor Höner, fils de François-Antoine qui meurt en 1896. En 1905, Georges Janin travaille avec son père Joseph, puis crée son propre atelier en 1909.

### Successions de l'Atelier Janin puis Benoît
- 1912 : Georges Janin s'associe à Joseph Benoît, ancien collaborateur de son père. L'association dure jusqu'en 1921. Les collaborations aboutissent à la création des vitraux de la Basilique Notre-Dame-de-Lourdes de Nancy & de la Basilique du Sacré-Cœur de Nancy. Georges Janin meurt à Nancy le 7 juillet 1955.
- 1957 : l'atelier est repris sous le nom S.A. Benoit par Pierre Benoît (fils de Joseph Benoît)
- 1970 : l'atelier devient Atelier 54 SARL

## Principales réalisations de Joseph Janin

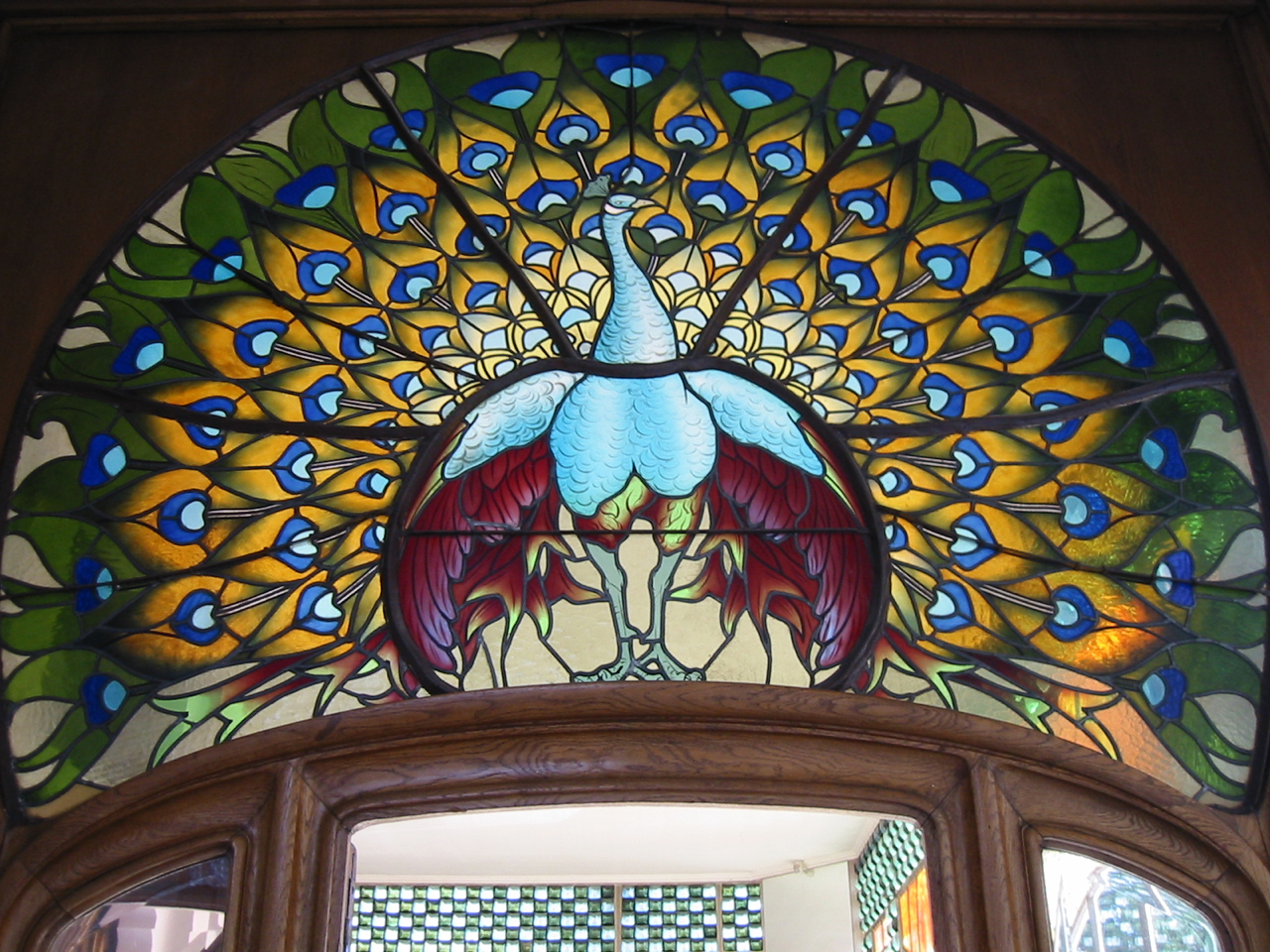
Le paon (1905), jardin d'hiver de la Villa Bergeret

- verrières historiées de l'Église Notre-Dame-de-Bonsecours de Nancy (1904).
- Vitraux du jardin d'hiver de la Villa Bergeret (1905).
- Vitraux pour Raymond Poincaré à Sampigny (1906).
- Verrières de Sarrebourg et du Sacré-cœur de Nancy.
- Vitraux de la Basilique du Sacré-Cœur de Nancy (1907).
- Vitrail pour les bureaux de Berger-Levrault à Nancy (1901), déposé au musée de l'École de Nancy pour le musée d'Orsay (1996)[3].